# ビッグモーカル
ビッグモーカル株式会社（ビッグモーカルかぶしきがいしゃ）は、1987年に設立された日本の企業で、主に成人向けビデオソフトの企画・製作・販売を手掛けている。本社は東京都豊島区巣鴨2丁目11番6号に位置し、映像ソフト制作を中心に事業を展開している。

## 概説
同社は、成人向けコンテンツの制作にとどまらず、通信・放送衛星を利用したCATV向けの映像ソフトの企画・制作も行っている。さらに、ファンとの交流を深めるための握手会などのイベント企画も積極的に実施している。 
ビッグモーカルは、制作物の企画立案、ジャケットデザイン、販促物のデザイン、撮影現場の立会い、編集チェックなど、制作進行に関する全般業務を担当している。また、同社のWebサイトやオークションサイトの制作・更新、コンテンツ企画の立案や運営も行っており、これらを通じてWebスキルを磨く機会を提供している。 
同社の制作物には、上原亜衣や長谷川しずくといった人気女優を起用した作品があり、これらはファンの間で高い評価を受けている。
2014年からレーベル「HUSTLE」(ハッスル)より監督ブッカーTで、外国人美女モノを多数だしている。同レーベルは、外国人でないものもだしている。
2025年4月現在も新作をリリースしている。

## 主な作品・シリーズ

### 2000年代
- 『産地直送 天然巨乳妻 全国巨乳列伝』（2003年2月19日発売）
  - 全国の巨乳人妻を特集したオムニバス作品で、友田真希などが出演している。
- 『SHIROGANE 白金の人妻たち』（2003年3月26日発売）[7]
  - 白金に住む人妻たちの秘密の生活を描いた作品で、友田真希が出演している。
- 『美人妻白百合晩餐館III』（2003年4月20日発売）[8]
  - 美しい人妻たちが集う白百合晩餐館を舞台にしたシリーズの第3作で、友田真希が出演している。
- 『団地妻 白昼に曝された悦妻たち』（2003年6月25日発売）[9]
  - 団地に住む妻たちの秘密の欲望を描いた作品で、友田真希が出演している。
- 『東京下町艶熟女』（2003年8月13日発売）[10]
  - 東京の下町を舞台に、艶やかな熟女たちの日常を描いた作品で、友田真希が出演している。
- 『潜入!!宅配レズビアン24時』（2003年9月28日発売）[11]
  - 宅配サービスを装ったレズビアンたちの秘密の関係を描いた作品で、友田真希が出演している。
- 『中出し人妻暴行 さっさと諦めて中に出させな!!』（2009年4月10日発売）[12]
  - 中森玲子、北島玲、中村綾乃、川上優などが出演する、人妻たちが暴行されるシチュエーションを描いた作品である。

## 監督
- obockey
- YUMEJI
- ブッカーT
- ダーティ工藤 - オリジナルレーベル「ダーティ」をだしていた。